# 사메가와촌
사메가와촌(일본어: 鮫川村)은 일본 후쿠시마현 히가시시라카와군의 촌이다.

## 지리
후쿠시마현 남단 히가시시라카와군의 북동부에 있다. 아부쿠마 고원 남부의 고지에 있기 때문에 마을의 대부분이 해발 400~650m 사이에 위치하며 면적의 약 58%가 산림으로 이루어져 있다.

## 추계 데이터
- 총인구 - 4,183명 (2010년)
- 가구수 - 1,168가구 (2010년)
- 연소(15세 미만) 인구 비율 - 14.3% (2005년)
- 고령(65세 이상) 인구 비율 - 29.7% (2005년)
- 주간 인구 - 3,911명 (2000년)
- 노동력 인구 - 2,452명 (2000년)
- 1차 산업 취업자 수 - 582명 (2000년)
- 2차 산업 취업자 수 - 1,104명 (2000년)
- 3차 산업 취업자 수 - 717명 (2000년)
- 농업 산출액 - 2,840백만 엔 (2004년)
- 제조품 출하액 등 -5,084백만 엔 (2004년)
- 상업 연간 상품 판매액 - 1,161백만 엔 (2003년)

출처: 일본 총무성 통계국 『통계로 보는 시구정촌의 모습 2007』, 2007년

## 역사
- 1889년 4월 1일 - 정촌제 시행으로 히가시시라카와군 사메가와촌이 성립하였다.

## 인구
| 연도 | 인구  | ±%     |
| ---- | ----- | ------ |
| 1920 | 5,919 | —      |
| 1930 | 6,312 | +6.6%  |
| 1940 | 6,676 | +5.8%  |
| 1950 | 8,077 | +21.0% |
| 1960 | 7,926 | −1.9%  |
| 1970 | 6,404 | −19.2% |
| 1980 | 5,537 | −13.5% |
| 1990 | 5,219 | −5.7%  |
| 2000 | 4,602 | −11.8% |
| 2010 | 3,989 | −13.3% |

## 교통

### 도로
- 국도 289호선
- 국도 349호선